# Elwyn Friedrich
Elwyn Friedrich detto Papi o Edu (Amriswil, 25 luglio 1933 – Grancia, 2 febbraio 2012) è stato un hockeista su ghiaccio e allenatore di hockey su ghiaccio svizzero che giocò nelle file dei Grasshopper-Club Zürich, degli ZSC Lions, del Lausanne HC, dell'ACBB Parigi, dell'HC Villars e dell'HC Lugano, dove fu anche allenatore.

## Carriera

### Club
Dopo aver iniziato la carriera in Svizzera con le squadre dei Grasshopper-Club Zürich, degli ZSC Lions e del Lausanne HC. Tentò la fortuna in Francia, militando nell'ACBB Parigi, considerata all'epoca una delle squadre più forti d'Europa. Dopo questa parentesi in terra straniera ritornò in patria, dove giocò nell'HC Villars vincendo un titolo di campione svizzero nel 1962-63. L'anno seguente Elwyn Friedrich arrivò sulle rive del Ceresio con un'operazione di mercato che fece sensazione. Infatti lui e il suo compagno di squadra Roland Bernasconi dopo aver vinto il titolo decisero di giocare in terza divisione. Nella stagione successiva trascinò subito l'HC Lugano, in qualità di allenatore-giocatore, alla promozione in Lega Nazionale B grazie alla vittoria per 5 a 2 del 29 febbraio 1964 a Rapperswil sotto in diluvio. Il 17 febbraio 1971 con Friedrich capitano il Lugano sconfisse il Friborgo per 6 a 2 e conquistò il titolo nazionale della serie cadetta e la prima promozione luganese in Lega Nazionale A. Giocò ancora una stagione per la maglia bianconera prima di chiudere la carriera militando un anno in Prima Lega nell'HC Ascona.

### Nazionale
Fu nazionale rossocrociato alle Olimpiadi di Innsbruck del 1964.

## Caratteristiche
Tra i suoi gesti tecnici vanno ricordati gli "slapshot" che a quei tempi erano ignoti nel campionato svizzero. Inoltre Elwyn Friedrich nel Lugano giocò principalmente nella prima linea di difesa; prima linea che egli interpretava a suo modo, praticamente saltando metà dei cambi nel periodo centrale ed ignorandoli del tutto nel periodo conclusivo delle partite.

## Statistiche
Statistiche aggiornate.

### Giocatore

#### Club
| Stagione | Squadra                 | Stagione regolare | Stagione regolare | Stagione regolare | Stagione regolare | Stagione regolare | Stagione regolare | Playoff | Playoff | Playoff | Playoff | Playoff |
| Stagione | Squadra                 | Lega              | P                 | G                 | A                 | Pt                | PIM               | P       | G       | A       | Pt      | PIM     |
| -------- | ----------------------- | ----------------- | ----------------- | ----------------- | ----------------- | ----------------- | ----------------- | ------- | ------- | ------- | ------- | ------- |
| 1958-59  | Lausanne                | NLA               | -                 | -                 | -                 | -                 | -                 |         |         |         |         |         |
| 1959-60  | AC Boulogne-Billancourt | France            | -                 | -                 | -                 | -                 | -                 |         |         |         |         |         |
| 1960-61  | Villars                 | Switzerland3      | -                 | -                 | -                 | -                 | -                 |         |         |         |         |         |
| 1961-62  | Villars                 | NLB               | -                 | -                 | -                 | -                 | -                 |         |         |         |         |         |
| 1962-63  | Villars                 | NLA               | -                 | -                 | -                 | -                 | -                 |         |         |         |         |         |
| 1963-64  | Lugano                  | Switzerland3      | -                 | -                 | -                 | -                 | -                 |         |         |         |         |         |
| 1964-65  | Lugano                  | NLB               | -                 | -                 | -                 | -                 | -                 |         |         |         |         |         |
| 1965-66  | Lugano                  | NLB               | -                 | -                 | -                 | -                 | -                 |         |         |         |         |         |
| 1966-67  | Lugano                  | NLB               | -                 | -                 | -                 | -                 | -                 |         |         |         |         |         |
| 1967-68  | Lugano                  | NLB               | -                 | -                 | -                 | -                 | -                 |         |         |         |         |         |
| 1968-69  | Lugano                  | NLB               | -                 | -                 | -                 | -                 | -                 |         |         |         |         |         |
| 1969-70  | Lugano                  | NLB               | -                 | -                 | -                 | -                 | -                 |         |         |         |         |         |
| 1970-71  | Lugano                  | NLB               | -                 | -                 | -                 | -                 | -                 |         |         |         |         |         |
| 1971-72  | Lugano                  | NLA               | -                 | -                 | -                 | -                 | -                 |         |         |         |         |         |
| 1972-73  | Ascona                  | Switzerland3      | -                 | -                 | -                 | -                 | -                 |         |         |         |         |         |
| 1973-74  | Ascona                  | Switzerland3      | -                 | -                 | -                 | -                 | -                 |         |         |         |         |         |
| 1974-75  | Ascona                  | Switzerland3      | -                 | -                 | -                 | -                 | -                 |         |         |         |         |         |
| 1975-76  | Ascona                  | Switzerland3      | -                 | -                 | -                 | -                 | -                 |         |         |         |         |         |
| 1976-77  | Ascona                  | Switzerland3      | -                 | -                 | -                 | -                 | -                 |         |         |         |         |         |
| 1977-78  | Ascona                  | Switzerland3      | -                 | -                 | -                 | -                 | -                 |         |         |         |         |         |
| 1978-79  | Ascona                  | Switzerland3      | -                 | -                 | -                 | -                 | -                 |         |         |         |         |         |
| 1979-80  | Ascona                  | Switzerland3      | -                 | -                 | -                 | -                 | -                 |         |         |         |         |         |

#### Nazionale
| Stagione | Livello     | Risultati    | Risultati | Risultati | Risultati | Risultati | Risultati |
| Stagione | Livello     | Competizione | P         | G         | A         | Pt        | PIM       |
| -------- | ----------- | ------------ | --------- | --------- | --------- | --------- | --------- |
| 1963-64  | Switzerland | OG           | 8         | 0         | 0         | 0         | 0         |

## Palmarès
- Campionato svizzero: 1:

 Villars: 1962-63